# Gwiazda Odwagi
Gwiazda Odwagi (ang. Star of Courage, skr. SC) – australijskie odznaczenie cywilne ustanowione 14 lutego 1975 i przyznawane za „czyny o znacznej odwagi w okolicznościach wielkiego zagrożenia” („for acts of conspicuous courage in circumstances of great peril”). Odznaczeniem do lipca 2006 odznaczono 129 osób.
Gwiazda może być nadana Australijczykom za akty odwagi w kraju i zagranicą, a obcokrajowcy mogą ją otrzymać za odwagę okazaną na terenie Australii. W obu przypadkach można zostać nią odznaczonym pośmiertnie.
Osoby nią odznaczone mają prawo umieszczać po swoim nazwisku litery „SC”.
W hierarchii australijskich odznaczeń zajmuje miejsce po Gwieździe Dzielności, a przed brytyjskim Orderem Wybitnej Służby.